# Waco 10
El Waco 10 (GXE/Waco O) fue una serie de biplanos triplaza de cabina abierta estadounidenses construidos por la Advance Aircraft Company, más tarde la Waco Aircraft Company.

## Diseño y desarrollo

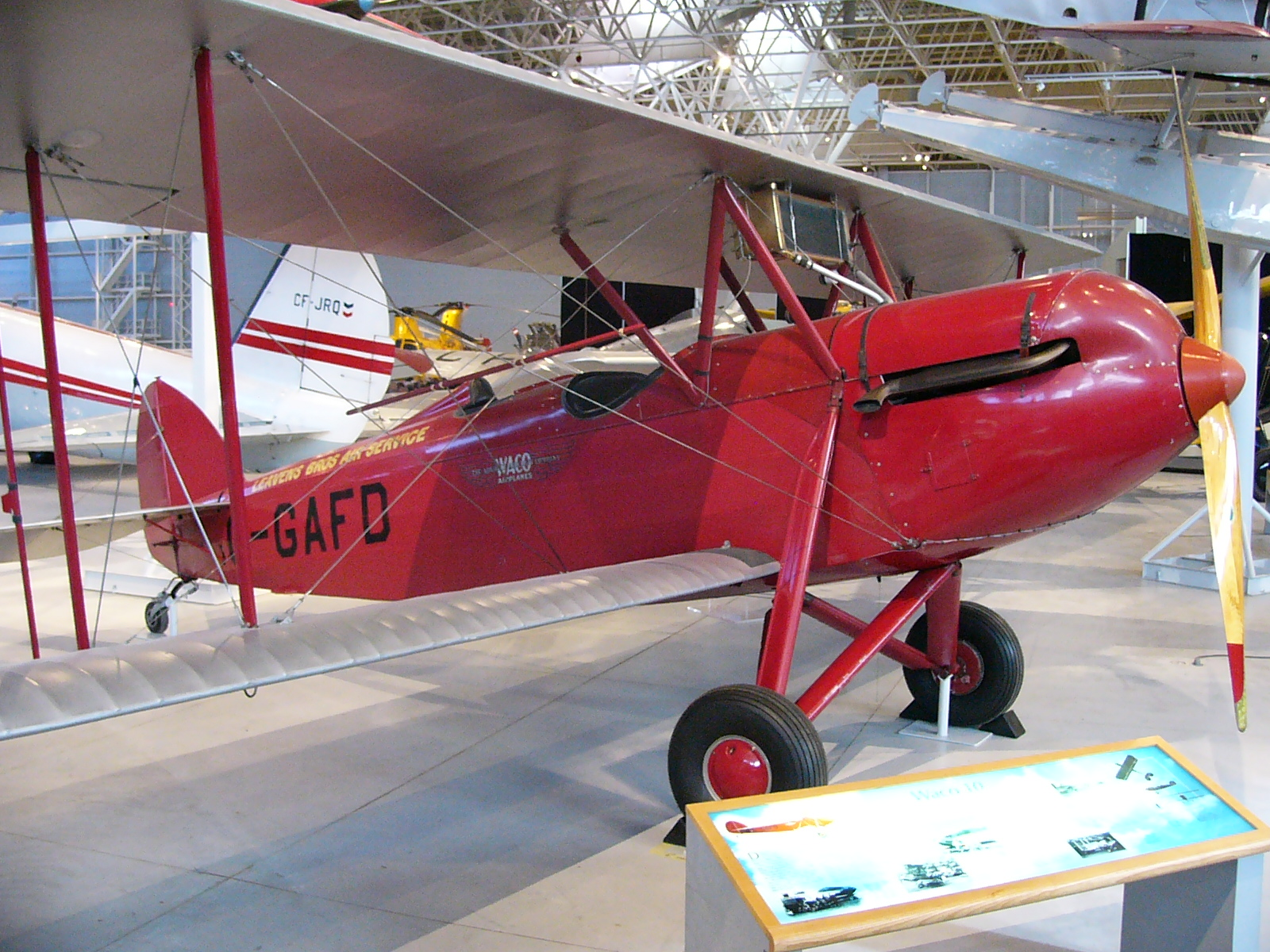
Waco 10 (o GXE) en el Canada Aviation Museum.

El Waco 10 fue un desarrollo de mayor envergadura del Waco 9, siendo ambos biplanos de un vano monomotores triplaza, construidos alrededor de estructuras de tubo de acero. El recubrimiento del ala era de tela, y ambos planos superior e inferior llevaban alerones, que estaban unidos por un soporte. Los dos pasajeros se sentaban lado a lado en una cabina que estaba debajo del ala superior y por delante del piloto, que tenía una cabina separada. El avión disponía de tren de aterrizaje separado fijo y rueda de cola. El tren principal fue equipado con amortiguadores hidráulicos, cosa poco usual en un avión ligero en esa época. El empenaje podía ser ajustado en el suelo para compensar el par motor, y el plano de cola podía ser ajustado en vuelo. Inicialmente, estaba propulsado por un motor V-8 a 90° Curtiss OX-5 refrigerado por líquido, que producía 67 kW (90 hp).
Su primer vuelo se produjo en 1927. Fue numéricamente el modelo más importante construido por Waco, con como mínimo 1623 aparatos fabricados en un periodo de siete años de 1927 a 1933, y fue equipado con una gran variedad de motores de configuraciones en V y radial.

## Historia operacional
El Waco 10 resultó tener un excelente manejo, y había un suministro disponible de motores Curtiss excedentes de guerra. Fue ampliamente utilizado en la popularización de la aeronáutica gracias a los "paseantes de ala" y a los bautizos aéreos, y también fue muy usado como entrenador y por pequeños operadores de vuelos chárter.

## Variantes

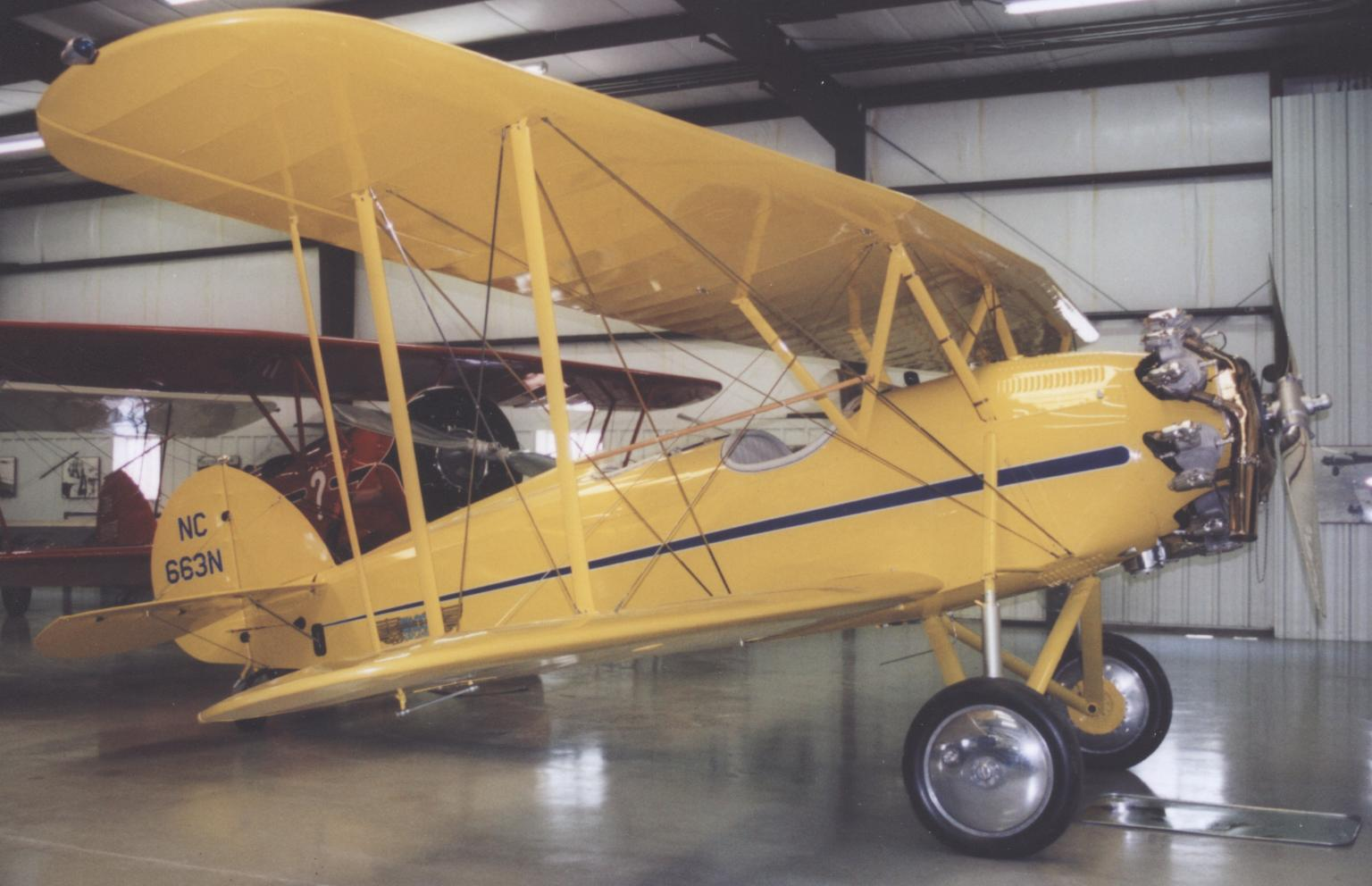
Waco ATO Taperwing de 1930 en el Historic Aircraft Restoration Museum cerca de San Luis en junio de 2006.

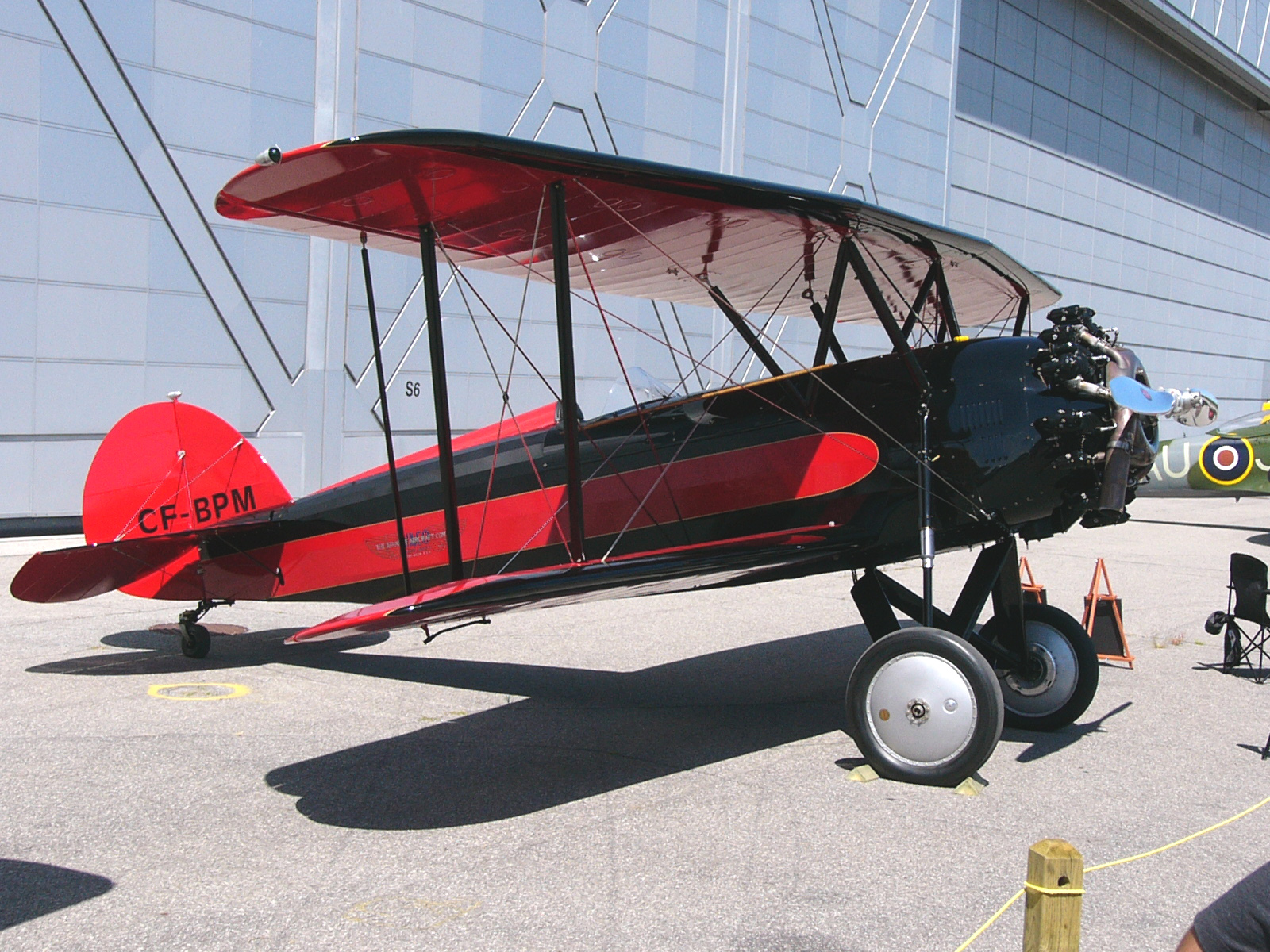
Modelo Taperwing ATO de la Advance Aircraft Company de 1929 del Vintage Wings of Canada.

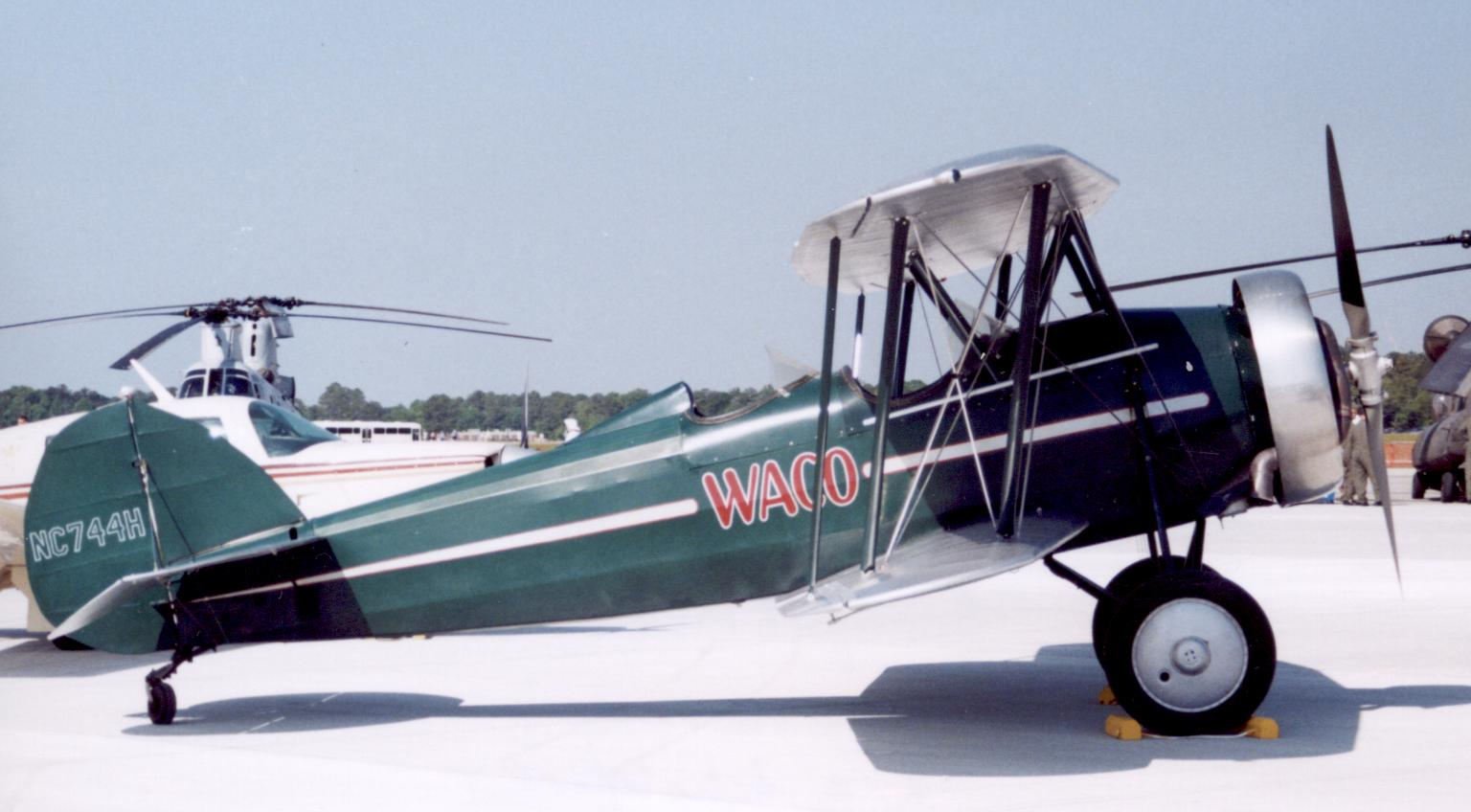
Waco CTO de 1929 en la Marine Corps Air Station Beaufort de Carolina del Sur, en abril de 2004.

En 1928, después de que el Waco 10 entrase en producción, Waco cambió su sistema de designación de tal manera que el modelo 10 básico, propulsado por un motor Curtiss OX-5 de 67 kW (90 hp) se convirtió en el GXE. El OX-5 también fue usado en el Waco 9, y esto condujo a la confusa descripción popular de ambos aviones como Waco 90, debida a la potencia del motor.
Los últimos aviones usaron una designación de tres letras, la primera indicando el motor, la segunda (S o T) indicando ala Recta (Straight) o Aflechada (Tapered), y la O última indicando que pertenecía a la serie Waco O de cabina abierta (Open cockpit). Un sufijo -A indicaba una variante armada destinada a la exportación.
| Primer nombre | Nombre post 1928 | Nombre popular/ alternativo | Motor                 | Potencia (hp) | Potencia (kW) |
| 10            | GXE              | 90                          | Curtiss OX-5          | 90            | 67            |
| 10-W          | ASO              | 220-T                       | Wright J-5            | 220           | 164           |
|               | ATO              |                             | Wright J-5            | 220           | 164           |
|               | BSO              | BS-165                      | Wright R-540A         | 165           | 123           |
|               | BSO-A            |                             | Wright R-540A         | 165           | 123           |
|               | CSO              | C-225                       | Wright R-760          | 225           | 168           |
|               | CTO              |                             | Wright R-760          | 225           | 168           |
| 10-H          | DSO              |                             | Hispano-Suiza 8A o E  | 150/180       | 112/134       |
|               | HSO              |                             | Packard DR-980 Diesel | 225           | 168           |
|               | HTO              |                             | Packard DR-980 Diesel | 225           | 168           |
|               | JTO              |                             | Wright R-975          | 300           | 225           |
|               | JYO              |                             | Wright R-975          | 300           | 225           |
|               | KSO              |                             | Kinner K-5            | 100           | 75            |
|               | OSO              |                             | Kinner C-5            | 210           | 157           |
|               | PSO              |                             | Jacobs LA-1           | 140/170       | 127/104       |
|               | QSO              |                             | Continental A-70      | 165           | 123           |
|               | RSO              |                             | Warner Scarab         | 110           | 82            |
|               | 240-A            |                             | Continental W-670     | 240           | 179           |
| ------------- | ---------------- | --------------------------- | --------------------- | ------------- | ------------- |

Excepto los de Curtiss e Hispano-Suiza, todos estos motores eran radiales refrigerados por aire.
Se montaron otros motores experimentalmente, con designaciones únicas, incluyendo los motores Rausie, Siemens y Milwaukee Tank de 86 kW (115 hp). Este era una versión refrigerada por aire del Curtiss OX-5, y estaba destinada a ser un motor de aviación.
Dos aviones de correos derivados de la serie O (modelos JYM y JWM) eran monoplazas con un alargamiento de 36 cm en el fuselaje.
En los años 90, The WACO Aircraft Company del Quillayute Airport en Forks, Washington, ofreció una versión de montaje amateur del modelo ATO, presentando planos completamente redibujados, un libro de planos de las partes pequeñas y un manual de instrucciones.
El Waco 240-A fue un caza de ala recta, construido para la exportación, propulsado por un motor Wright de 240 hp. Al menos seis fueron comprados por la aviación Cantonesa china. Estaban armados con dos ametralladoras de 7,62 mm y tenían soportes para cinco bombas de 11,34 kg o dos de 45,36 kg.
También hubo un modelo de exportación Waco Pursuit 300T-A, con motor Wright o Wasp Jr de 300 hp.

## Supervivientes
| Año  | Modelo | Núm. de serie | Matrícula | Localización | Referencias   |
| ---- | ------ | ------------- | --------- | --- | ------------- |
| 1927 | GXE    | 781           | N312DC    | Gatlinburg–Pigeon Forge Airport, Tennessee                                                                         |               |
| 1928 | GXE    | 1388          | N6675K    | Historic Aircraft Restoration Museum, Maryland Heights (Misuri)                                                    | [ 3 ]         |
| 1928 | GXE    | 1521          | C-GAFD    | Canada Aviation and Space Museum, Ottawa, Ontario                                                                  | [ 4 ]         |
| 1928 | GXE    | 1554          | NC6974    | Eagles Mere Air Museum en Eagles Mere, Pennsylvania                                                                | [ 5 ]         |
| 1928 | GXE    | 1586          | NC5852    | de propiedad privada y basado en Covington (Ohio)                                                                  | [ 6 ] [ 7 ]   |
| 1928 | GXE    | 1810          | N6513     | Western Antique Aeroplane & Automobile Museum                                                                      | [ 8 ]         |
| 1929 | GXE    | 1869          | NC8529    | de propiedad privada y basado en Corning (Iowa)                                                                    | [ 9 ] [ 10 ]  |
| 1928 | ATO    | A-4           | NC5814    | EAA AirVenture Museum, Oshkosh (Wisconsin)                                                                         | [ 11 ] [ 12 ] |
| 1928 | ATO    | A20           | N6714     | Western Antique Aeroplane & Automobile Museum                                                                      | [ 13 ]        |
| 1929 | ATO    | A-65          | CF-BPM    | Reynolds-Alberta Museum, Wetaskiwin, Alberta, anteriormente propiedad de Vintage Wings of Canada, Gatineau, Quebec | [ 14 ] [ 15 ] |
| 1929 | ATO    | A-103         | NC906H    | Historic Aircraft Restoration Museum, Maryland Heights (Misuri)                                                    | [ 3 ]         |
| 1929 | CTO    | A-118         | N13918    | WACO Aircraft Museum, Troy (Ohio)                                                                                  | [ 16 ]        |
| 1928 | CTO    | AT-3005       | N516M     | Western Antique Aeroplane & Automobile Museum                                                                      | [ 17 ]        |
| 1930 | ATO    | D-3128        | NC663N    | Historic Aircraft Restoration Museum, Maryland Heights (Misuri)                                                    | [ 18 ]        |
| 1929 | CSO    | 1657          | N7662     | Western Antique Aeroplane & Automobile Museum                                                                      | [ 19 ]        |
| 1928 | GXE    | 1464          | NC4899    | Ohio History Connection                                                                                            | [ 20 ]        |
| 1930 | CSO    | 3140          | N671N     | Historic Aircraft Restoration Museum, Maryland Heights (Misuri)                                                    | [ 3 ]         |
| 1932 | CTO    | A-3596        | NC280W    | Historic Aircraft Restoration Museum, Maryland Heights (Misuri)                                                    | [ 3 ]         |
| 1929 | DSO    | 3006          | N605N     | Western Antique Aeroplane & Automobile Museum                                                                      | [ 21 ]        |

## Especificaciones (Waco GXE)
Referencia datos: Aerofiles

### Características generales
- Tripulación: Uno (piloto)
- Capacidad: Dos pasajeros
- Carga: 374 kg (incluyendo piloto, combustible y aceite)
- Longitud: 7,16 m
- Envergadura: 9,32 m
- Altura: 2,74 m
- Perfil alar: Aeromarine 2A
- Peso vacío: 545 kg
- Peso cargado: 920 kg
- Planta motriz: 1× motor lineal V-8 refrigerado por líquido Curtiss OX-5.
  - Potencia: 67 kW (90 hp)

### Rendimiento
- Velocidad máxima operativa (Vno): 156 km/h
- Velocidad crucero (Vc): 135 km/h
- Velocidad de entrada en pérdida (Vs): 60 km/h
- Alcance: 610 km
- Régimen de ascenso: 2,54 m/s (500 pies/min)

### Secuencias de designación
- Secuencia Numérica (interna de Waco): ← 7 - 8 - 9 - 10 - 125 - 240-A
- Secuencia Alfabética (interna de Waco): ← G - M - N - O - S